# Fazıl Say
Fazıl Say (Ankara, 14 januari 1970) is een Turkse pianist en componist.

## Studie en loopbaan
Say studeerde piano en compositie aan het Staatsconservatorium van Ankara. Op zijn zeventiende werd hij onderscheiden met een Duitse beurs, die hem in staat stelde vijf jaar aan de Robert-Schumann-Hochschule Düsseldorf te studeren bij de Amerikaans-Duitse pianist David Levine (1949-1993). Van 1992 tot 1995 vervolgde Say zijn studie aan de Universiteit van de Kunsten in Berlijn. Say werd bij een groter publiek bekend nadat hij in 1995 in New York de Young Concert Artists International Auditions won. Hij beheerst een repertoire van zowel Oosterse als Westerse muziek, van Turkse volks- en klassieke muziek tot Bartók, Stravinsky, Ravel en Gershwin. Met de Franse mezzo-sopraan Marianne Crebassa heeft hij verschillende opnames gemaakt, waaronder een van zijn eigen compositie Gezi Park 3.

## Veroordeling
In 2012 verklaarde Say via Twitter: "Ik ben atheïst en trots om dat luid en duidelijk te zeggen". Daarnaast maakte hij grappen over islamitische rituelen en geloofsvoorstellingen en citeerde hij een 13e-eeuws Perzisch gedicht waarin schijnheilige gelovigen op de hak worden genomen. Daarna werd hij door een officier van justitie uit Istanboel aangeklaagd voor het "beledigen van religieuze waarden". Say kondigde in april van dat jaar aan te willen emigreren naar Japan wegens de culturele intolerantie in zijn thuisland.
In april 2013 werd hij door de rechtbank in Istanboel veroordeeld tot tien maanden cel voorwaardelijk voor het beledigen van de islam. Minister van cultuur Ömer Çelik sprak in London zijn bezorgdheid uit over de uitspraak, en ook vanuit de Turkse maatschappij kwam felle kritiek. Zelfs volgens de advocaat die premier Recep Tayyip Erdoğan in de jaren 90 verdedigde toen hij werd vervolgd voor het aanhalen van een citaat van een Turkse dichter is de uitspraak ongegrond, en heeft Fazıl nooit de islam beledigd.

## Discografie
Albums
- 1998: Wolfgang Amadeus Mozart: Piano Sonatas
- 1998: Johann Sebastian Bach: Oeuvres pour Piano
- 2000: Johann Sebastian Bach: French Suite no.6
- 2000: Gershwin
- 2000: Igor Strawinsky: Le Sacre du Printemps
- 2001: Pjotr Iljitsj Tsjaikovski: Piano concerto no.1 in B flat minor op.2
- 2002: Diverse: Introducing
- 2002: Wolfgang Amadeus Mozart: Piano Sonatas
- 2003: Fazil Say: Black Earth
- 2003: Fazil Say: Piano Concerto-2
- 2005: Wolfgang Amadeus Mozart: Piano Concertos nos. 12, 21 & 23
- 2005: Ludwig van Beethoven: Piano Sonatas
- 2007: Joseph Haydn: Klaviersonaten Nr. 10, 31, 35, 37, 43
- 2008: Fazil Say: Nâzım (dvd)
- 2009: Fazil Say: 1001 Nights in the Harem
- 2009: Werke für Violine und Klavier von Beethoven, Ravel, Bartók & Say
- 2009: Fazil Say: Black Earth (cd/dvd)
- 2016 : Mozart Complete Piano Sonatas. Warner Classics 6CD .
- 2017: Frédéric Chopin: nocturnes